# Teodora Dąbrowska

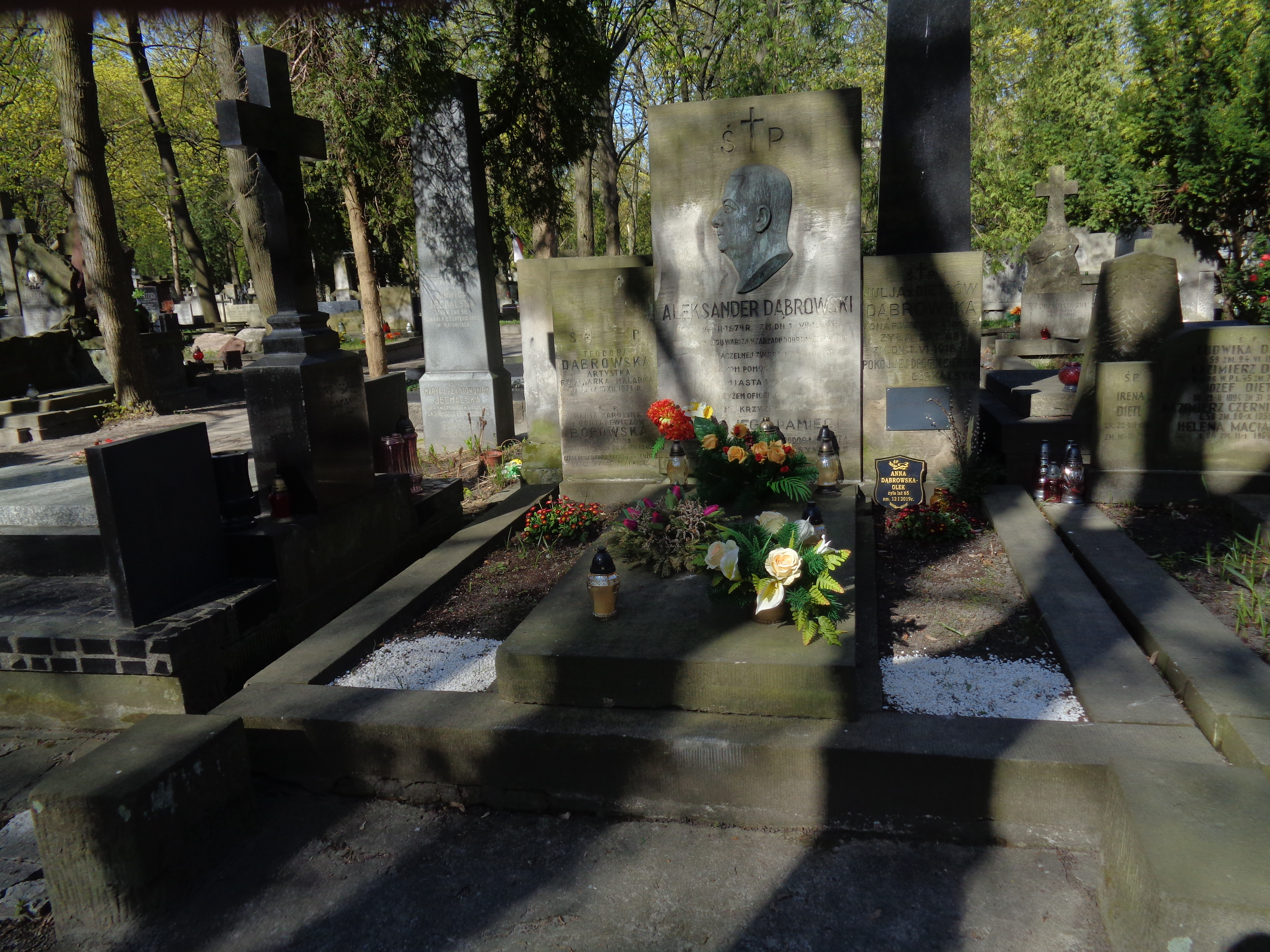
Grób Teodory Dąbrowskiej na cmentarzu Powązkowskim w Warszawie

Teodora Dąbrowska (ur. 9 listopada 1891 w Warszawie. zm. 10 grudnia 1973 tamże) – artystka rzeźbiarka, malarka, śpiewaczka.

## Życiorys
Teodora z Borowskich Dąbrowska urodziła się 9 listopada 1891 w Warszawie, w rodzinie Juliana i Karoliny z Gortasewiczów. Ukończyła szkołę średnią w Warszawie. Studiowała rzeźbę u Hanny Nałkowskiej-Bickowej w Warszawie oraz u E. Bourdelle'a w Paryżu, u A. Madeyskiego w Rzymie i u Trena-Coste we Florencji. Swój świat artystyczny doskonaliła w Belgii i Finlandii. W Mediolanie uczyła się śpiewu. 

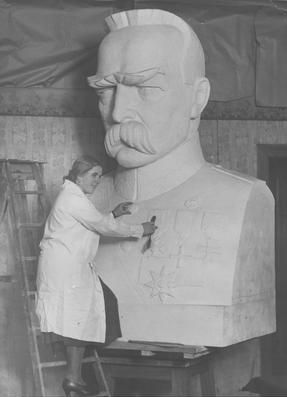
Teodora Dąbrowska przy rzeźbie Marszałka Piłsudskiego (1932)

Tworzyła w zakresie rzeźby, medalierstwa, malarstwa i rysunku. Przed wojną członek ugrupowania artystycznego BLOK, Grupy Akwarelistów, Związku Zawodowego Artystów Rzeźbiarzy, Polskiego Towarzystwa Artystycznego, inicjatorka i współzałożycielka Komitetu Przyjaciół Sztuki Polskiej (1933). Brała czynny udział w pracach organizacyjnych i społecznych, m.in. w organizowaniu imprez artystycznych w których sama występowała śpiewając pieśni. Jej prace można było ujrzeć na wielu wystawach w latach 1927–1970.
Spoczywa na cmentarzu Powązkowskim w Warszawie (kwatera 221-1-28,29).
Od 27 lipca 1913 była żoną Aleksandra Dąbrowskiego.

## Prace
- popiersie Marszałka Piłsudskiego (dyplom honorowy Zachęty)[1]
- popiersie artysty malarza Kazimierza Lasockiego (1938)[3]